# منفذ سلوى
منفذ سلوى هو المنفذ الحدودي البري للمملكة العربية السعودية، مع دولة قطر، ويتبع جغرافياً محافظة العديد في المنطقة الشرقية بالمملكة العربية السعودية، يبعد عن العاصمة السعودية الرياض 460 كم، عبر طريق الرياض سعد خريص الهفوف سلوى، ويبعد عن العاصمة القطرية الدوحة 90 كم، تقوم بإدارة المنفذ كلٌ من وزارة الداخلية السعودية ووزارة المالية السعودية وتقدم الخدمات للمسافرين فيه من خلال الجوازات والجمارك والشرطة والمرور والهلال الأحمر السعودي وحرس الحدود والدفاع المدني.
في 19 ديسمبر 2017 أُغلق المنفذ نهائيًا رسميًا ومُنع السماح لأي مسافر بالمرور نظرًا للمشاكل السياسية مع قطر.
وفي يناير من العام 2021 تم إعادة فتح المنفذ بعد اتفاق تم بين البلدين في قمة دول مجلس التعاون الخليجي 41 في العلا.

## خلفية
في يونيو 2017، قطعت المملكة العربية السعودية والبحرين والإمارات ومصر علاقاتها الدبلوماسية مع قطر وفرضت عليها حظرًا بريًا وبحريًا وجويًا.

## قناة سلوى البحرية
هو مشروع سعودي أُطلق في أبريل 2018 وكان من المقرر أن تطرح المناقصة في 25 يونيو 2018. ووفقاً لما نشرته صحيفة مكة المكرمة، كان من المقرر الإعلان عن الشركة الفائزة خلال 90 يومًا من تاريخ إغلاق المناقصة، ومن المقرر أن تبدأ بعد ذلك في حفر القناة فورًا من أجل إنجاز المشروع في غضون فترة زمنية مدتها عام واحد.
يبلغ عرض الممر المائي المقترح 200 متر وسيتم حفره على عمق يصل إلى 20 مترًا لتوفير مسودة سفينة قصوى قدرها 12 مترًا.
 وهذا من شأنه أن يسمح للقناة باستيعاب سفن البضائع والحاويات والركاب بطول يصل إلى 295 مترًا. قدرت التكلفة الأولية بمبلغ 2.8 مليار ريال سعودي (747 مليون دولار أمريكي). سوف تُبنى القناة المقترحة على بعد ما بين كيلومتر واحد وخمسة كيلومترات من الحدود القطرية، على أن تستخدم المساحة المتبقية من الأراضي على الجانب الحدودي من قبل الجيش وحرس الحدود. يتضمّن الاقتراحة بناء منتجعات مع شواطئ خاصّة، إنشاء موانئ، ووجود منطقة تجارة حرّة  إضافة إلى إنشاء قاعدة عسكريّة،  ومكبّ للنفايات النوويّة.
ذكرت وسائل الإعلام السعودية أن المشروع يمكن أن يكتمل في غضون 12 شهرًا، ومقارنةً بالممر الثاني لقناة سويس، الذي يبلغ طوله 72 كيلومتراً والذي استغرق الانتهاء منه نحو 12 شهراً. ومع ذلك، اشتملت نصف المسافة على حفر مجاري مائية جديدة فقط في حين أن الباقي كان فقط لتوسيع القنوات الموجودة بالفعل.